# Касымова, Маргарита Наимовна
Маргари́та Наи́мовна Касы́мова (тадж. Марворид Қосимова; 10 апреля 1938, Сталинабад, Таджикская ССР, ныне Душанбе, Таджикистан — 4 июня 2024, Минск, Беларусь) — советская, белорусская и таджикская киноактриса, кинорежиссёр и сценарист. Заслуженный деятель искусств Таджикской ССР (1976).

## Биография
В 1961 году окончила режиссёрский факультет ВГИКа (мастерская А. П. Довженко и М. Э. Чиаурели). В мастерской Довженко режиссуре вместе с ней учились Виктор Туров, Отар Иоселиани, Лариса Шепитько.
В том же году начала работать на киностудии «Таджикфильм». Снимала хронику, киножурналы, документальные фильмы (всего более 40). Была вторым режиссёром на многих лентах, пока в 1967 году не дебютировала как режиссёр игрового фильма «Лето 1943 года». Ряд картин сняла на киностудии «Туркменфильм».
С началом гражданской войны в Таджикистане она перебралась в Минск (Беларусь), где состояла в штате киностудии «Беларусьфильм» редактором. Имела российское гражданство.
В 2010 году Касымова стала мастером курса кинорежиссёров в БГАИ (факультет экранных искусств). В 2015 году выпустила курс кинорежиссёров, среди которых Андрей Гринько и Дмитрий Дедок. В том же году была удостоена Ордена Франциска Скорины.
Умерла 4 июня 2024 года в Минске в возрасте 86 лет.

## Избранная фильмография

### Актриса
- 1969 — Джура Саркор
- 1973 — Четверо из Чорсанга
- 1977 — Первая любовь Насреддина
- 1978 — Жили-были в первом классе...
- 1981 — Преступник и адвокаты — эпизод
- 1982 — Сегодня и всегда
- 1985 — Я ей нравлюсь — эпизод

### Режиссёр
- 1967 — Лето 1943 года
- 1969 — Джура Саркор
- 1970 — Дороги бывают разные
- 1973 — Четверо из Чорсанга
- 1973 — Ткачихи
- 1978 — А счастье рядом
- 1978 — Жили-были в первом классе...
- 1982 — Сегодня и всегда
- 1985 — Говорящий родник
- 1987 — Куда вёл след динозавра (ТВ)
- 1991 — Мужчина и две его женщины
- 1993 — Аз воздам
- 1995 — Сын за отца (совместно с Николаем Ерёменко-младшим)
- 1998 — Маленький боец
- 2000 — Зорка Венера
- 2003 — Бальное платье (с Ириной Волох)
- 2005 — Глубокое течение (с Иваном Павловым, по мотивам романов Ивана Шамякина «Снежные зимы» и «Глубокое течение»)
- 2006 — Соблазн

### Сценарист
- 1995 — Сын за отца
- 1998 — Маленький боец
- 2000 — Зорка Венера
- 2006 — Соблазн

## Награды
- 1976 — Заслуженный деятель искусств Таджикской ССР
- 24 декабря 2004 — Почётная грамота Совета Министров Республики Беларусь — за значительный личный вклад в развитие культуры Беларуси и воспитание подрастающего поколения[5].
- 2008 — медаль Франциска Скорины
- 2015 — орден Франциска Скорины